# 泉州广播电视台都市生活频道
泉州广播电视台都市生活频道，又名“泉州台二套”、“泉视二套”。是泉州市的一个电视频道，旧称“泉州有线电视台”。1991年12月31日试播，1994年12月28日正式开播。该频道为泉州市区第二个自办电视频道。

## 历史
- 1991年12月31日，都市生活频道前身泉州有线电视网于当日19时整开播，由时任市长林大穆启动开播按钮。[1]
- 1994年4月4日，原广电部（现国家广电总局）批准泉州有线电视台建制。同年12月28日，有线电视网更名为泉州有线电视台。[2]
- 2001年7月1日，原泉州有线电视台并入泉州电视台，频道呼号由“泉州有线电视台”更名为“泉州电视台2套”。[3]并开播《时尚生活》节目，初期首播时间为19:30
- 2002年9月30日，泉州电视台2套更名为经济生活频道。
- 2002年10月23日，经济谈话类节目《企业新观察》开播，后于2005年更名为《品牌泉州》[4]
- 2006年1月1日，再次更名为都市生活频道。
- 2008年12月8-17日，都市生活频道展播《泉州改革开放30年》电视专题节目[5]
- 2009年12月11日，《台湾好滋味》开播。播出时间为周一至周六20:35首播，周二至周日11:40重播。[6][7]
- 2010年，《泉州财经报道》开播，播出时间为每日21：25首播，当日00：10重播，次日13：15于新闻综合频道重播。
- 2012年8月16日，因泉州电视台更名为泉州广播电视台，频道呼号再次更名为“泉州广播电视台都市生活频道”[8]
- 2015年7月，都市生活频道进行节目整合。《绝对任务》、《双樱出击》停播，原时段改为播出《天天美人计》及《泉州财经报道》。
- 2018年4月12日，《天使爱美丽》因经费原因停播。原时段改为播出《泉州财经报道》及电视剧。重播时段改为播出《刺桐花》。
- 2019年4月1日，《天天美人计》停播，原因不明。原时段改为播出《养生之道》及《泉州讲古》，重播时段改为播出电视剧。
- 2019年4月27日，《星光宝贝》开播，播出时间为每周六、日16:30。[9]
- 2019年5月20日，《台湾好滋味》复播，播出时间调整为每周一、三、五21:20首播，次日11:40重播[10]
- 2019年6月18日，因1套高清化播出需要，《泉州财经报道》更换为新版节目包装，并调整为16:9制播[11]
- 2020年1月17日，《台湾好滋味》于都市生活频道最后一次播出。并自1月20日起再次停播，原因不明。[12]
- 2020年4月4日，因全国性哀悼活动，都市生活频道自当日0:00起转播CCTV-1至4月5日2:30。并取消除转播《福建新闻联播》之外，原定于当日播出的所有节目。
- 2020年7月1日，都市生活频道栏目大规模调整。自该日起每周一至周六21:00增加播出《泉州台商投资区新闻》[13]，周一0:15增加播出《一米天空》。同日起《收藏泉州》、《星光宝贝》停播，《泉州讲古》取消于都市生活频道重播。《泉州财经报道》调整为周一至周六20:30播出。
- 2020年11月7日，《装修有一套》开播。初期播出时间为每周六21:30首播[14][15]
- 2021年11月1日，因1套《新闻早报》停播，都市生活频道原播出时段亦改为重播《泉州新闻联播》。同日，因《娱乐前沿》停播，原播出时段改为播出电视剧。
- 2021年12月28日，自当日14:04:42起，都市生活频道由标清576i平移至高清1080i播出。[16]
- 2022年7月1日，《泉州台商投资区新闻》自该日起调整至新闻综合频道首播。都市生活频道原播出时间改为重播。[17]
- 2022年12月6日，因追悼江泽民仪式播出需要，都市生活频道自当日0:00:00起全天转播CCTV-1至23:59:59。
- 2023年7月1日，都市生活频道高清频道入网福建广电网络播出[18]

## 播出
- 开台

该频道每日6:00开台，6时整自动播放约2分钟的开台曲，开台曲播放完毕显示由白底和台标组成的“泉州广播电视台”版权页
每日开台曲播出后的第一个节目是电视剧。
- 收台

该频道收台时间较为固定，但由于每日19:35转播福建电视台福建新闻联播的缘故，其后的各档夜间节目播出时间，受此时长的影响较大
一般情况下，该频道收台时间大约在次日0:30-1:00之间，若因福建新闻联播时间影响，其后的各档节目播出时间皆会延迟。这种情况下，收台时间最多延迟至次日1:30。
每日收台前的最后一个节目为重播《新闻广角》，该节目播出完毕后，切入时长约1分钟的收台曲。收台曲播放完毕后，亦显示约3秒左右的版权页，然后切换为电子大圆型测试卡
- 检修

该频道每周二下午有例行的停机检修时段。持续时间约3小时。
13:30前后，重播《健康责任田》结束。一般情况下在播出约5分钟的广告后，直接切入测试卡。
尔后检修开始，同收播一样，检修期间的测试卡也是PM5544。该频道停机检修时间为泉州台最长，大约持续3小时左右。16:30检修结束，开台后继续播放广告、电视剧

## 节目表
注释：新闻节目為綠色；电视劇為米色；普通话综合節目為棕黄色；闽南语节目为粉色。
| 起始时间 | 6:00 | 6:02   | 7:00   | 8:00               | 8:40       | 9:00     | 9:10     | 11:30    | 11:50    | 12:00              | 12:20    | 12:40      | 13:10    | 14:00    | 15:00    | 17:00    |
| -------- | ---- | ------ | ------ | ------------------ | ---------- | -------- | -------- | -------- | -------- | ------------------ | -------- | ---------- | -------- | -------- | -------- | -------- |
| 星期一   | 开台 | 电视剧 | 电视剧 | 重播 泉州新闻 联播 | 健康责任田 | 电视剧   | 电视剧   | 电视剧   | 电视剧   | 重播 泉州财经 报道 | 法治连线 | 健康责任田 | 电视剧   | 电视剧   | 电视剧   | 科普中国 |
| 星期二   | 开台 | 电视剧 | 电视剧 | 重播 泉州新闻 联播 | 健康责任田 | 电视剧   | 电视剧   | 电视剧   | 台投新闻 | 重播 泉州财经 报道 | 法治连线 | 健康责任田 | 停机检修 | 停机检修 | 停机检修 | 停机检修 |
| 星期三   | 开台 | 电视剧 | 电视剧 | 重播 泉州新闻 联播 | 健康责任田 | 电视剧   | 电视剧   | 电视剧   | 台投新闻 | 重播 泉州财经 报道 | 法治连线 | 健康责任田 | 电视剧   | 电视剧   | 电视剧   | 科普中国 |
| 星期四   | 开台 | 电视剧 | 电视剧 | 重播 泉州新闻 联播 | 健康责任田 | 电视剧   | 电视剧   | 电视剧   | 台投新闻 | 重播 泉州财经 报道 | 法治连线 | 健康责任田 | 电视剧   | 电视剧   | 电视剧   | 科普中国 |
| 星期五   | 开台 | 电视剧 | 电视剧 | 重播 泉州新闻 联播 | 健康责任田 | 闽台戏棚 | 闽台戏棚 | 闽台戏棚 | 台投新闻 | 重播 泉州财经 报道 | 法治连线 | 健康责任田 | 电视剧   | 电视剧   | 电视剧   | 科普中国 |
| 星期六   | 开台 | 电视剧 | 电视剧 | 重播 泉州新闻 联播 | 健康责任田 | 科普中国 | 闽台戏棚 | 品牌泉州 | 台投新闻 | 重播 泉州财经 报道 | 法治连线 | 健康责任田 | 电视剧   | 电视剧   | 电视剧   | 科普中国 |
| 星期日   | 开台 | 电视剧 | 电视剧 | 重播 泉州新闻 联播 | 健康责任田 | 科普中国 | 闽台戏棚 | 闽台戏棚 | 台投新闻 | 品牌泉州           | 法治连线 | 健康责任田 | 电视剧   | 电视剧   | 电视剧   | 科普中国 |

|        | 17:25              | 17:50  | 19:00  | 19:35              | 20:10    | 20:30         | 21:00         | 21:10    | 21:30  | 22:00  | 23:35              | 23:55      | 0:15     | 0:36     | 1:00     | 1:31 |
| ------ | ------------------ | ------ | ------ | ------------------ | -------- | ------------- | ------------- | -------- | ------ | ------ | ------------------ | ---------- | -------- | -------- | -------- | ---- |
| 星期一 | 重播 泉州财经 报道 | 电视剧 | 电视剧 | 转播 福建新闻 联播 | 养生之道 | 泉州财经 报道 | 重播 台投新闻 | 电视剧   | 电视剧 | 电视剧 | 重播 泉州财经 报道 | 健康责任田 | 新闻广角 | 收台     | 收台     |      |
| 星期二 | 重播 泉州财经 报道 | 电视剧 | 电视剧 | 转播 福建新闻 联播 | 养生之道 | 泉州财经 报道 | 重播 台投新闻 | 电视剧   | 电视剧 | 电视剧 | 重播 泉州财经 报道 | 健康责任田 | 新闻广角 | 收台     | 收台     |      |
| 星期三 | 重播 泉州财经 报道 | 电视剧 | 电视剧 | 转播 福建新闻 联播 | 养生之道 | 泉州财经 报道 | 重播 台投新闻 | 电视剧   | 电视剧 | 电视剧 | 重播 泉州财经 报道 | 健康责任田 | 新闻广角 | 收台     | 收台     |      |
| 星期四 | 重播 泉州财经 报道 | 电视剧 | 电视剧 | 转播 福建新闻 联播 | 养生之道 | 泉州财经 报道 | 重播 台投新闻 | 电视剧   | 电视剧 | 电视剧 | 重播 泉州财经 报道 | 健康责任田 | 新闻广角 | 收台     | 收台     |      |
| 星期五 | 重播 泉州财经 报道 | 电视剧 | 电视剧 | 转播 福建新闻 联播 | 养生之道 | 泉州财经 报道 | 重播 台投新闻 | 电视剧   | 电视剧 | 电视剧 | 重播 泉州财经 报道 | 健康责任田 | 新闻广角 | 收台     | 收台     |      |
| 星期六 | 重播 泉州财经 报道 | 电视剧 | 电视剧 | 转播 福建新闻 联播 | 养生之道 | 泉州财经 报道 | 重播 台投新闻 | 周末视点 | 电视剧 | 电视剧 | 重播 泉州财经 报道 | 健康责任田 | 新闻广角 | 收台     | 收台     |      |
| 星期日 | 重播 泉州财经 报道 | 电视剧 | 电视剧 | 转播 福建新闻 联播 | 周末视点 | 名城群英会    | 品牌泉州      | 品牌泉州 | 电视剧 | 电视剧 | 名城群英会         | 健康责任田 | 一米天空 | 一米天空 | 新闻广角 | 收台 |